# Francisco, forró y frevo
Francisco, forró y frevo é o sexto álbum de estúdio do cantor brasileiro Chico César lançado em 2008.
O disco traz 16 músicas autorais de gêneros típicos do nordeste brasileiro, incluindo uma crítica aos crimes homofóbicos praticados na Lagoa do Abaeté ("Abaeté, Abaiacu e Namorado"); e uma homenagem a Armandinho ("Armando"). Armandinho participa do disco em outra faixa, "Deus Me Proteja", que fez sucesso 13 anos depois do lançamento do disco, ao ser cantada por Juliette Freire durante a participação dela na 21ª edição do reality show Big Brother Brasil, na qual ela mais tarde se sagraria campeã.

## Faixas
Todas as faixas escritas por Chico César
1. "Girassol" (4:22)
2. "Feriado" (3:58)
3. "A Marcha da calcinha e A marcha da cueca" (Part. Claudionor Germano) (4:38)
4. "Comer na mão" (4:15)
5. "Humanequim" (3:54)
6. "Dentro" (Part. Seu Jorge) (3:47)
7. "Abaeté, Abaiacu e Namorado" (4:34)
8. "Deus me proteja" (Part. Dominguinhos[1]) (4:53)
9. "Armando" (3:13)
10. "Zabé" (4:11)
11. "Solto na buraqueira" (4:09)
12. "Ociosa" (4:12)
13. "Eletrônica" (3:29)
14. "Pelado" (Part. Armandinho) (4:07)

## Créditos
Conforme fonte.
- Claudionor Germano - vocal em "A Marcha da calcinha e A marcha da cueca"
- Seu Jorge - vocal em "Dentro"
- Dominguinhos - vocal e sanfona em "Deus Me Proteja"[1]
- Fernando Catatau - guitarras em "Girassol"
- Armandinho - guitarras em "Pelado"
- BiD, Chico César - produção
- Mario Caldato Jr - mixagem